# Münchner Dunkel
Münchner Dunkel, auch Bayrisch Dunkel oder Dunkles, ist eine untergärige Biersorte nach Münchner Brauart.

## Eigenschaften
Münchner Dunkel variiert je nach Herstellungsverfahren und Zutaten in der Farbe zwischen hell- bis dunkelbraun (ca. 30 bis 50 EBC), ist nur mäßig gehopft und daher mild. Die Farbe ergibt sich durch relativ hohe Darrtemperaturen der verwendeten Braumalze. Verwendet werden ausschließlich Malze aus Braugerste, traditionell Münchner Malz sowie Karamellmalz, das dem Bier eine malzig-süße Note verleiht. Oft kommen noch weitere Malze zum Einsatz, z. B. Röstmalz, welches die dunkle Farbe intensiviert und dem Bier eine leichte Röstnote geben kann, die an Schokolade oder Kaffee erinnert. Um Kosten zu sparen, färben einige Brauereien jedoch auch helles Bier durch Zugabe von Farbebier oder Zuckercouleur. Letzteres ist in Deutschland bei untergärigen Bieren nicht zugelassen. Diese gefärbten Biere schmecken jedoch nicht wie ein typisches Münchner Dunkel. Die Stammwürze beträgt zumeist 12,5 bis 13,5 °P bei einem Alkoholgehalt von 5 bis 5,5 Volumenprozent.

## Geschichte
In Bayern wurde untergäriges Gerstenbier im 18. Jahrhundert zum dominierenden Biertyp. Die Farbe dieser Biere war jedoch sehr unterschiedlich. Die Zeitschrift Wöchentlicher Anzeiger für Biertrinker veröffentlichte im Juli 1829 das Ergebnis einer Untersuchung, wonach von den 51 damaligen Münchner Brauereien 28 Biere als weingelb, 22 Biere als hellbraun und ein Bier als dunkelbraun eingestuft wurden. In den 1850er und 1860er Jahren kamen in München dann jedoch immer häufiger dunklere Biere zum Ausstoß, so dass bald dunkelbraunes Bier als typisch Münchnerische Brauart galt. In dieser Zeit entwickelte sich München, insbesondere durch Innovationen des Brauers Gabriel Sedlmayr des Jüngeren, zu einer Bierstadt, so dass es sich international durchsetzte, dunkel gedarrte Braumalze als „Münchner Malz“ zu bezeichnen. Noch bis in die 1940er Jahre blieb das Dunkle das meist getrunkene Bier in München. Grund dafür könnte gewesen sein, dass der Preis von Dunklem aufgrund einer staatlichen Preisfestsetzung zwei Pfennige unter dem des Hellen lag. Nach dem Zweiten Weltkrieg verdrängte das Münchner Hell allmählich das Münchner Dunkel und es hat heute nur noch einen geringen Marktanteil.